# 张家口站 (1909年通车)
40°48′44.02″N 114°52′57.72″E / 40.8122278°N 114.8827000°E
张家口站，1953年至1965年称张家口北站:19:60，是原京张铁路终点，后成为京包铁路张家口联络线上的火车站，于1909年建成，已于2014年7月停用。该站位于中国河北省张家口市桥东区境内解放路，设有一个侧式月台（1号月台）和一个岛式月台（2号月台），站房上“张家口车站”五字为詹天佑书写。

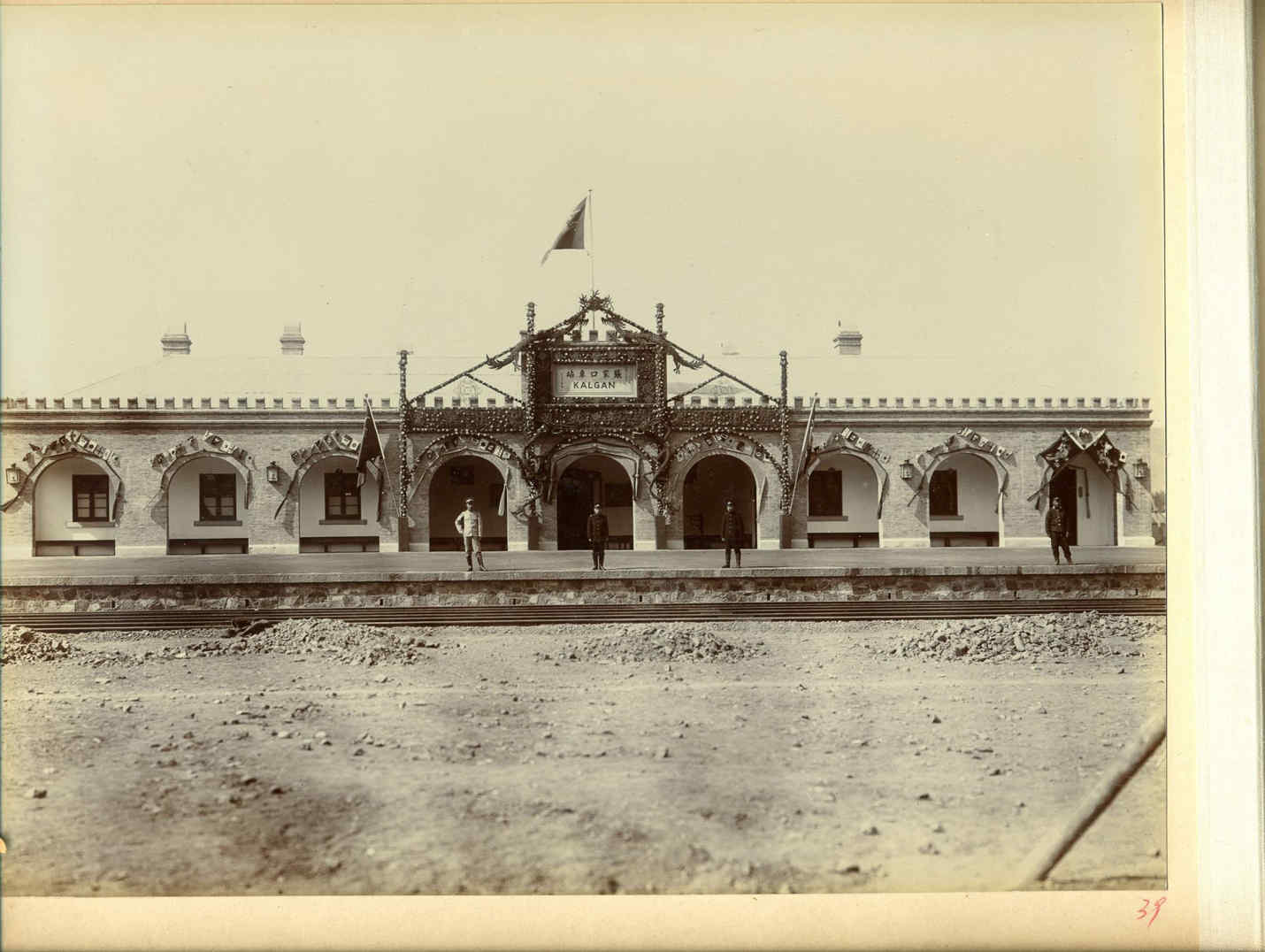
谭景棠《京张路工摄影》中通车典礼上的张家口站，站匾标注的英文站名为Kalgan

随着1956年京包铁路截弯取直并设立张家口南站（今张家口站），此站不再位于京包铁路正线上，客运、货运业务渐渐移往张家口南站。截至停用前，张家口站的到发列车仅剩两趟，即往返大同的6087/6088次列车和往返北京的4415/4416次列车。
张家口站位于张家口市中心，由张家口南站到张家口站的张家口联络线穿过张家口市区并与多条道路交叉，给周边交通带来诸多不便，也阻碍了城市建设。2014年6月30日20时40分，由北京站开往张家口站的4415次列车到站之后，张家口站不再承办客运业务，仅保留售票功能。2014年7月1日调图后，张家口站正式停用，原来始发、终到张家口站的两趟列车改到张家口南站。2019年3月2日，张家口站客票业务亦停止办理，而原张家口南站更名为张家口站。